# Relaciones Hungría-Japón
Las relaciones húngaro-japonesas (en húngaro: Magyar–japán kapcsolatok, y en japonese: 日本とハンガリーの関係) son las relaciones exteriores entre Hungría y Japón. Después de la Segunda Guerra Mundial, ambos países restablecieron sus relaciones diplomáticas en agosto de 1959. Hungría tiene una embajada en Tokio y dos consulados honorarios (en Hamamatsu y Osaka). Japón tiene una embajada en Budapest.
Ambos países son miembros de la OCDE, OMC y de las Naciones Unidas.

## Visitas mutuas de alto nivel

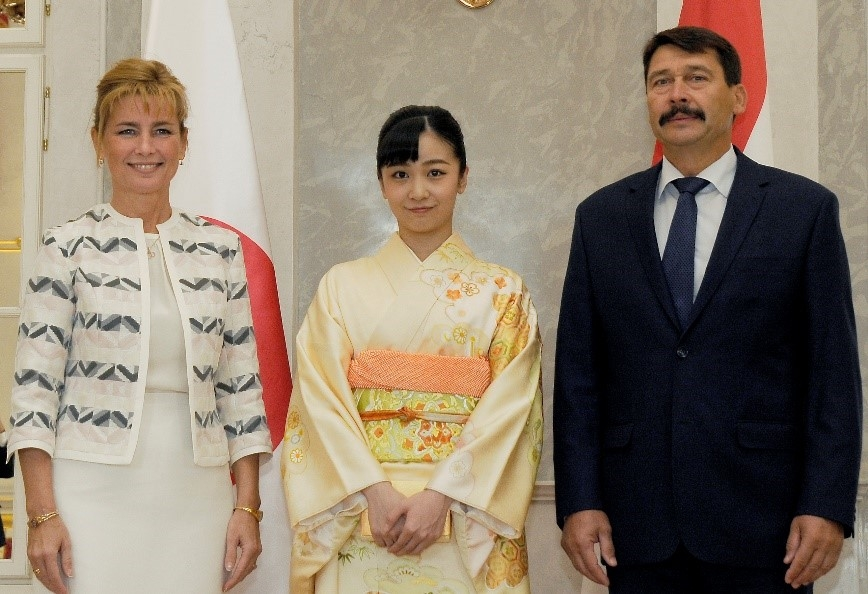
Reunion del Presidente húngaro, János Áder y la primera dama Anita Herczegh con la princesa Kako de Akishino en Budapest en 2019.

### Jefe de Estados
- Abril de 2000 - visita oficial del presidente de Hungría, Árpád Göncz.
- Julio de 2002 - visita oficial del emperador de Japón, Akihito.
- Diciembre de 2009 - visita de trabajo del presidente de Hungría, László Sólyom.

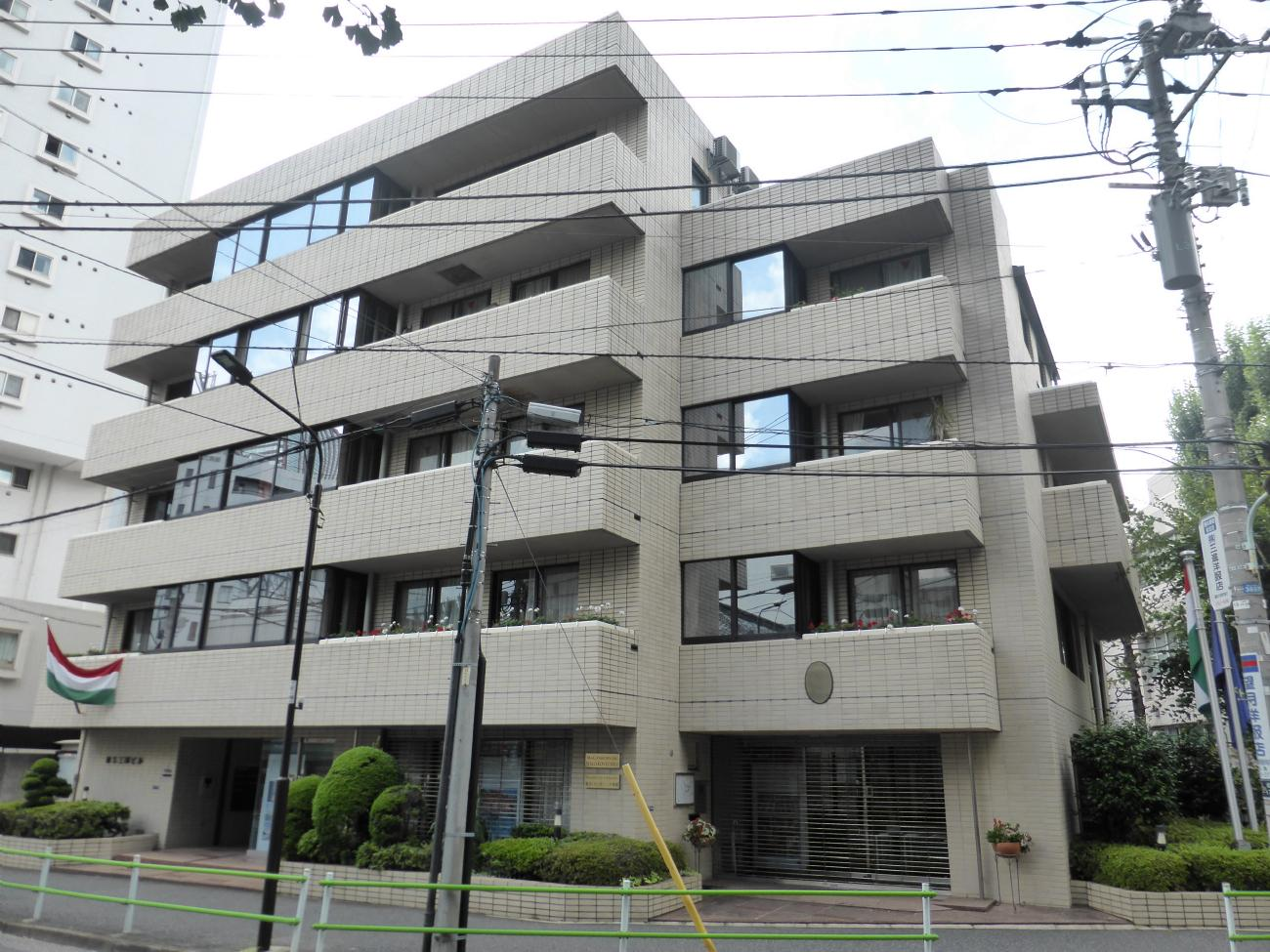
Embajada de Hungría en Tokio

- Hungría tiene una embajada en Tokio y dos consulados honorarios en Hamamatsu y Osaka.
- Japón tiene una embajada en Budapest.